# Departamento Mitre
Mitre es uno de los 27 departamentos en los que se divide la provincia de Santiago del Estero (Argentina). Está ubicado al sur de la provincia y era, según el Censo 2010, el menos habitado de todos.

## Límites
El departamento limita al norte con los departamentos de Aguirre y Salavina, al este y sudeste con el departamento Rivadavia, al sur con la provincia de Córdoba y al oeste con el departamento Quebrachos.
La ley provincial N.º 353, que fue sancionada el 11 de noviembre de 1911, dividió el territorio de la provincia en departamentos, estableciendo los siguientes límites para el Departamento Mitre:

Este Departamento se compone de la parte austral del actual Departamento Salavina, desde Taco – Isla, hasta el Paralelo treinta, y conserva sus actuales límites.
 La capital es Unión.

## Distritos
La ley provincial N.º 260, que fue sancionada el 19 de agosto de 1910, dividió el territorio del departamento entre los siguientes distritos:
- Fuerte Esperanza
- Abras
- Unión
- Captaros
- Porongos

## Economía
Existen amplios pastizales en la zona sur del departamento, en la que se cría ganado bovino, caprino y ovino. También se practica una agricultura a pequeña escala, destacándose los cultivos de maíz, sorgo, zapallo, melón y sandía.

## Población
Se registraron 1813 habitantes según el censo nacional de 2001. Demográficamente, el departamento Mitre se caracteriza por una muy baja densidad poblacional y una notable dispersión (entre 0,5 y 0,6 habitantes por kilómetro cuadrado). Junto al departamento salteño de Rivadavia y a los departamentos formoseños de Bermejo y Ramón Lista, constituye una de las zonas más despobladas de la región geográfica del Gran Chaco Argentino.

## Sismos de Santiago del Estero
El 1 de enero de 2011 (14 años), 21 de febrero y el 2 de septiembre de 2011, varias extensas áreas fueron epicentro de sismos de 7,0; 5,9; y 6,9 grados en la escala de Richter, aunque sin causar daños ni víctimas, pues se registraron a profundidades de 600 km; y los movimientos telúricos llegaron a sacudir edificios altos en varias provincias, incluyendo la ciudad de Buenos Aires.

### Sismicidad
La sismicidad del área de Santiago del Estero es frecuente y de intensidad baja, y un silencio sísmico de terremotos medios a graves cada 40 años.
El 4 de julio de 1817 (207 años), sismo de 1817 de 7,0 Richter, con máximos daños reportados al centro y norte de la provincia, donde se desplomaron casas y se produjo agrietamiento del suelo, los temblores duraron alrededor de una semana. Se estimó una intensidad de VIII grados Mercalli. Hubo licuefacción con grandes cantidades de arena en las fisuras de hasta 1 m de ancho y más de 2 m de profundidad. En algunas de las casas sobre esas fisuras, el terreno quedó cubierto de más de 1 dm de arena.
Aunque la actividad geológica ocurre desde épocas prehistóricas, el sismo del 20 de marzo de 1861 (163 años) señaló un hito importante dentro de la historia de eventos sísmicos argentinos ya que fue el más fuerte registrado y documentado en el país. A partir del mismo la política de los sucesivos gobiernos provinciales y municipales han ido extremando cuidados y restringiendo los códigos de construcción. Pero solo con el terremoto de San Juan del 15 de enero de 1944 (81 años) los Estados provinciales tomaron real estado de la gravedad sísmica de la región.